# Timmiarmiut Fjord
Timmiarmiut Fjord är en fjord i Grönland (Kungariket Danmark). Den ligger i den södra delen av Grönland, 500 km öster om huvudstaden Nuuk.